# Compsodrillia nana
Compsodrillia nana is een slakkensoort uit de familie van de Pseudomelatomidae. De wetenschappelijke naam van de soort is voor het eerst geldig gepubliceerd in 1934 door Bartsch.